# Ünnepnap (album)
Az Ünnepnap a Skorpió együttes második nagylemeze. 2000-ben CD-n is megjelent.

## Az album dalai
1. Menetirány
2. Rongylábkirály
3. Ne haragudj rám
4. Ágnes
5. Ünnepnap
6. Mondd, te szép lány
7. Vezess át az éjszakán
8. Ha újra kezdenénk
9. Nyújtsd a kezed barátom
10. Újra az úton

Bónusz dal a CD-n:
1. Lead Me Now Through The Night (Vezess át az éjszakán)

## Közreműködött
- Frenreisz Károly
- Papp Gyula
- Szűcs Antal Gábor
- Fekete Gábor